# ドブス対ジャクソン女性健康機構事件

トリガー条項やロー対ウェイド以前の中絶禁止がある州は、2022年にロー対ウェイドが覆されたことで州内での中絶が違法となった。
トリガー法が有効
トリガー法とロー以前の法律が有効
ロー以前の法律が有効

ドブス対ジャクソン女性健康機構事件（ドブスたいジャクソンじょせいけんこうきこうじけん、Dobbs v. Jackson Women's Health Organization）No. 19-1392, 597 U.S. 215 (2022)は、アメリカ合衆国憲法は中絶の権利を保障していないという判決を下したアメリカ合衆国最高裁判所の画期的判決である。この裁判所の決定は、ロー対ウェイド（1973年）とプランド・ペアレントフッド対ケーシー事件の判決を覆すもので、連邦法で保護されていない中絶のあらゆる側面を規制する権限が個別の州に戻された。
この訴訟は、妊娠の初期15週間以降のほとんどの中絶手術を禁止する、2018年のミシシッピ州法の合憲性に関するものだった。キリスト教の法律団体である自由防衛同盟のモデルに基づいており、最高裁判所まで上告される訴訟を意図的に起こし、ロー対ウェイドを転覆させる法廷闘争を引き起こすという特別な意図を持っていた。当時ミシシッピ州で唯一の中絶クリニックだったジャクソン女性健康機構事件は、2018年3月にミシシッピ州保健局の州保健担当官であるトーマス・E・ドブスを告訴した。下級裁判所法の執行を差し止めた。この差し止め命令は、プランド・ペアレントフッド対ケーシー事件（1992年）の判決に基づいており、この判決により、それまで各州は胎児の生存（fetal viability）前、通常、妊娠最初の24週間以内の中絶を法的に禁止することができなかった。これは、その期間中の女性の中絶の選択は、アメリカ合衆国憲法修正第14条の適正手続き条項によって保護されるという根拠に基づいていた。
最高裁判所での口頭弁論は2021年12月に行われた。2022年5月2日、『ポリティコ』は、2022年2月に判事の間で回覧されたというサミュエル・アリート判事が執筆した多数意見の草案を公開した。流出した草案は最終決定とほぼ一致していた。2022年6月24日、裁判所は6対3の投票により、下級裁判所の判決を取り消す判決を下した。5人の判事のうち少数の過半数が、ローとケイシーを覆す意見に加わった。多数派は、中絶は憲法で言及されている憲法上の権利ではなく、パルコ対コネチカット事件に由来する秩序ある自由の概念が示唆する基本的権利でもないと主張した。首席判事を務めたジョン・ロバーツは、ミシシッピ州法を支持する判決には同意したが、ローとケイシーを覆すという意見では多数派には加わらなかった。
アメリカの著名な科学および医学のコミュニティ、労働組合、編集委員会、民主党、多くの宗教団体（ほとんどのユダヤ教およびメインライン・プロテスタント協会を含む）がドブスの判決に反対した。この決定に対する抗議と反対抗議が起こった。この決定が中絶率に及ぼす影響については、矛盾する分析結果が出ている。
ドブス判決は広く批判され、中絶をめぐってアメリカ社会に重大な文化的変化をもたらした。この決定後、複数の州はただちに中絶制限を導入したり、ローとケイシーが休止させていた法律を復活させた。2023年現在、中絶は17の州で大幅に制限されており、その大半がアメリカ合衆国南部である。全国世論調査では、合法化された中絶へのアクセスに対する支持は、翌年までに10～15%上昇した。この決定を受けて、カンザス州、モンタナ州、カリフォルニア州、バーモント州、ミシガン州、ケンタッキー州、オハイオ州で実施されたレファレンダムでは、一様に中絶の権利を支持する結果が得られ、多くが超党派かつ圧倒的な差であった。